# Vossieuscelus nigroscutellaris
Vossieuscelus nigroscutellaris es una especie de coleóptero de la familia Attelabidae.

## Distribución geográfica
Habita en Brasil.